# Hamlet Zynkovskyi
Hamlet Zynkovskyi (nascido em 11 de agosto de 1986) é um artista ucraniano.

## Galeria

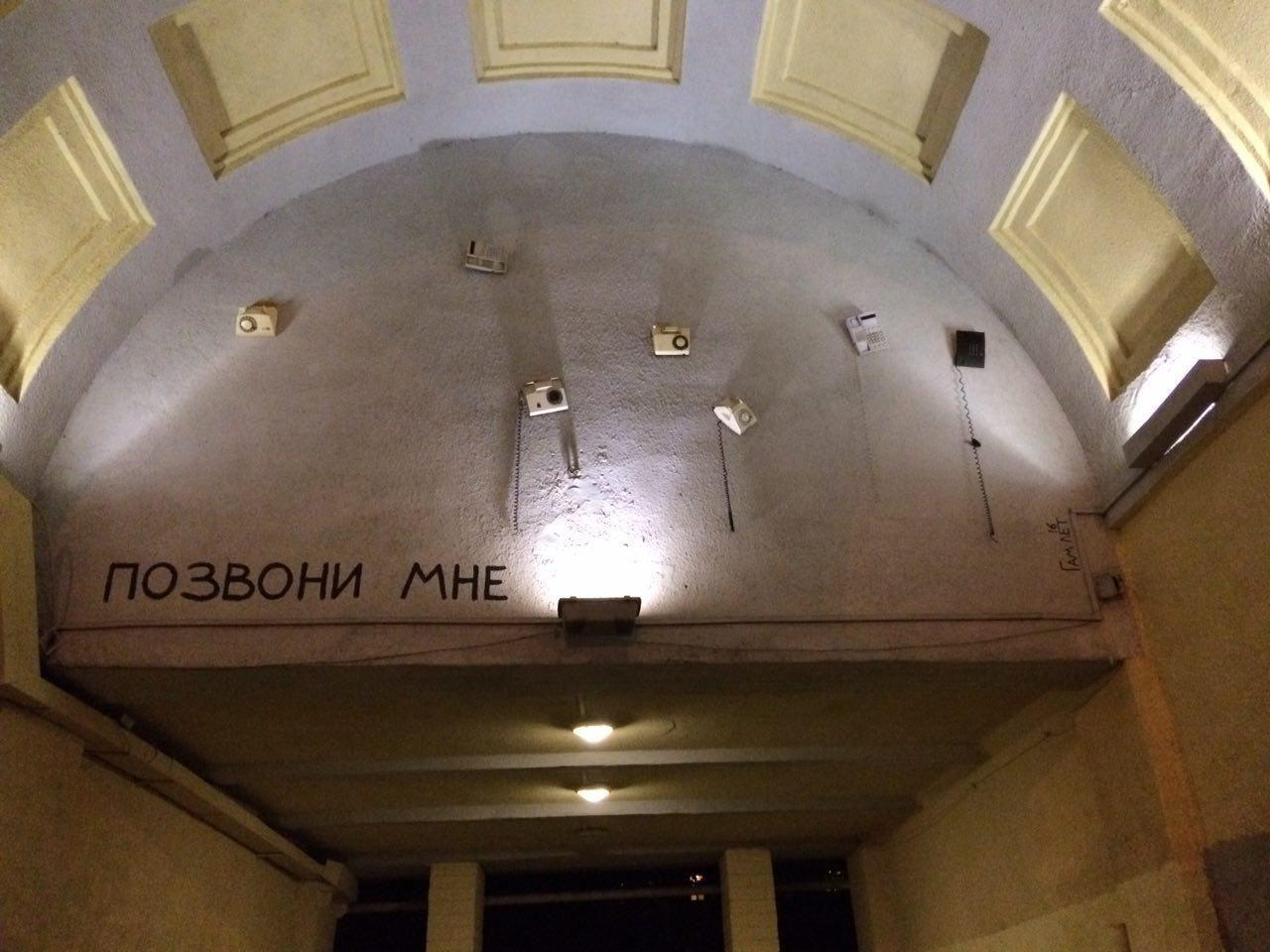
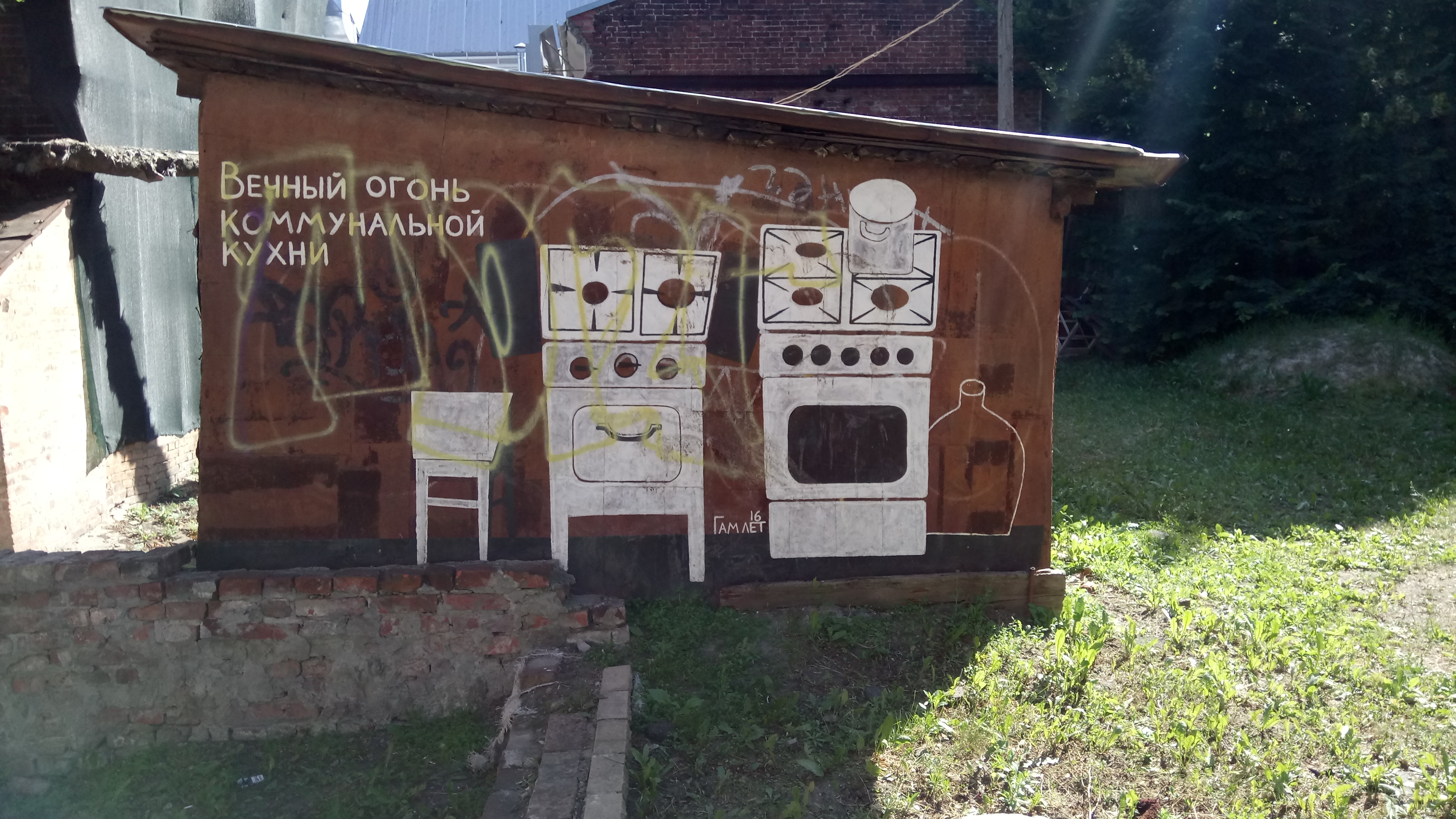
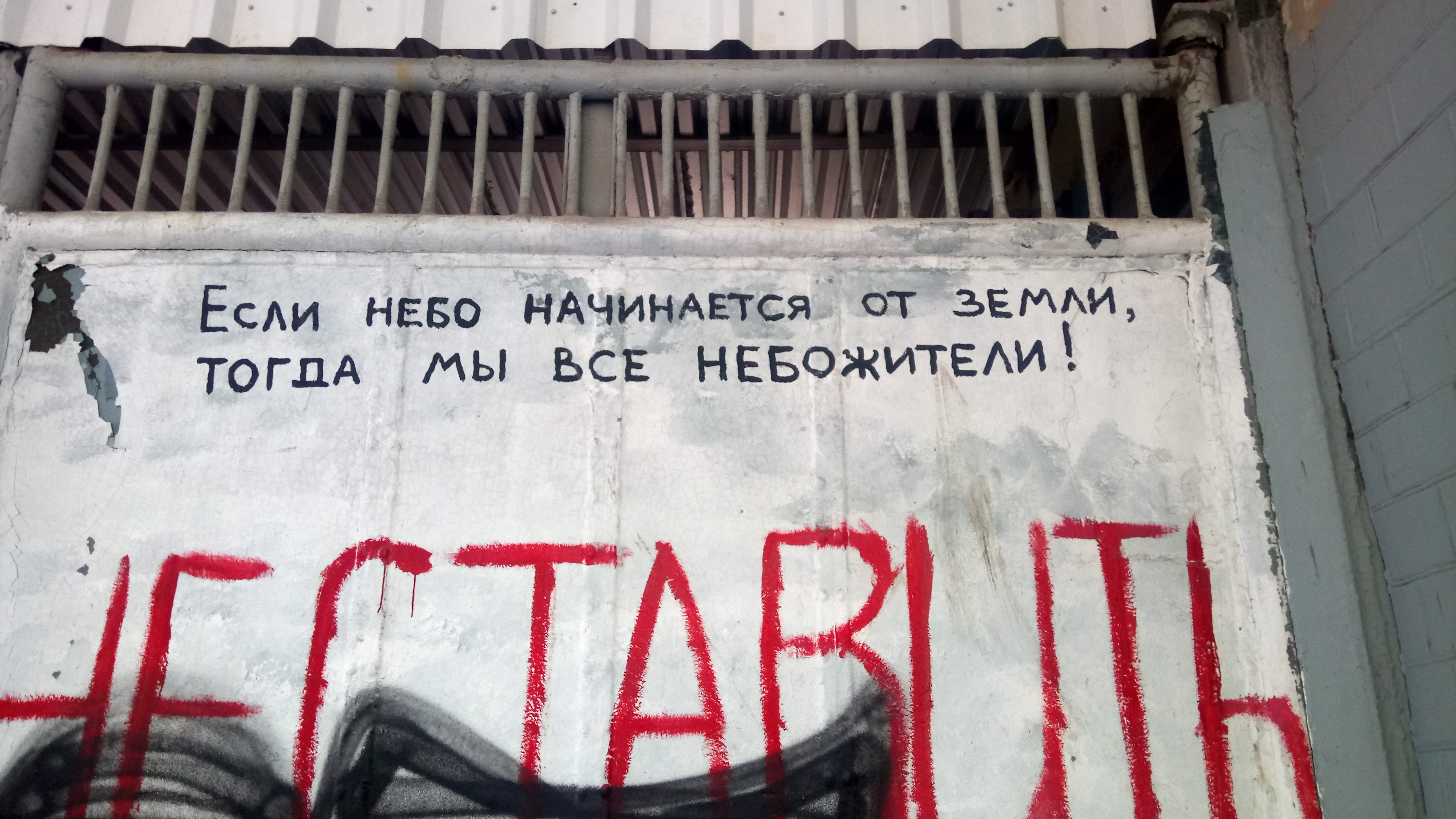
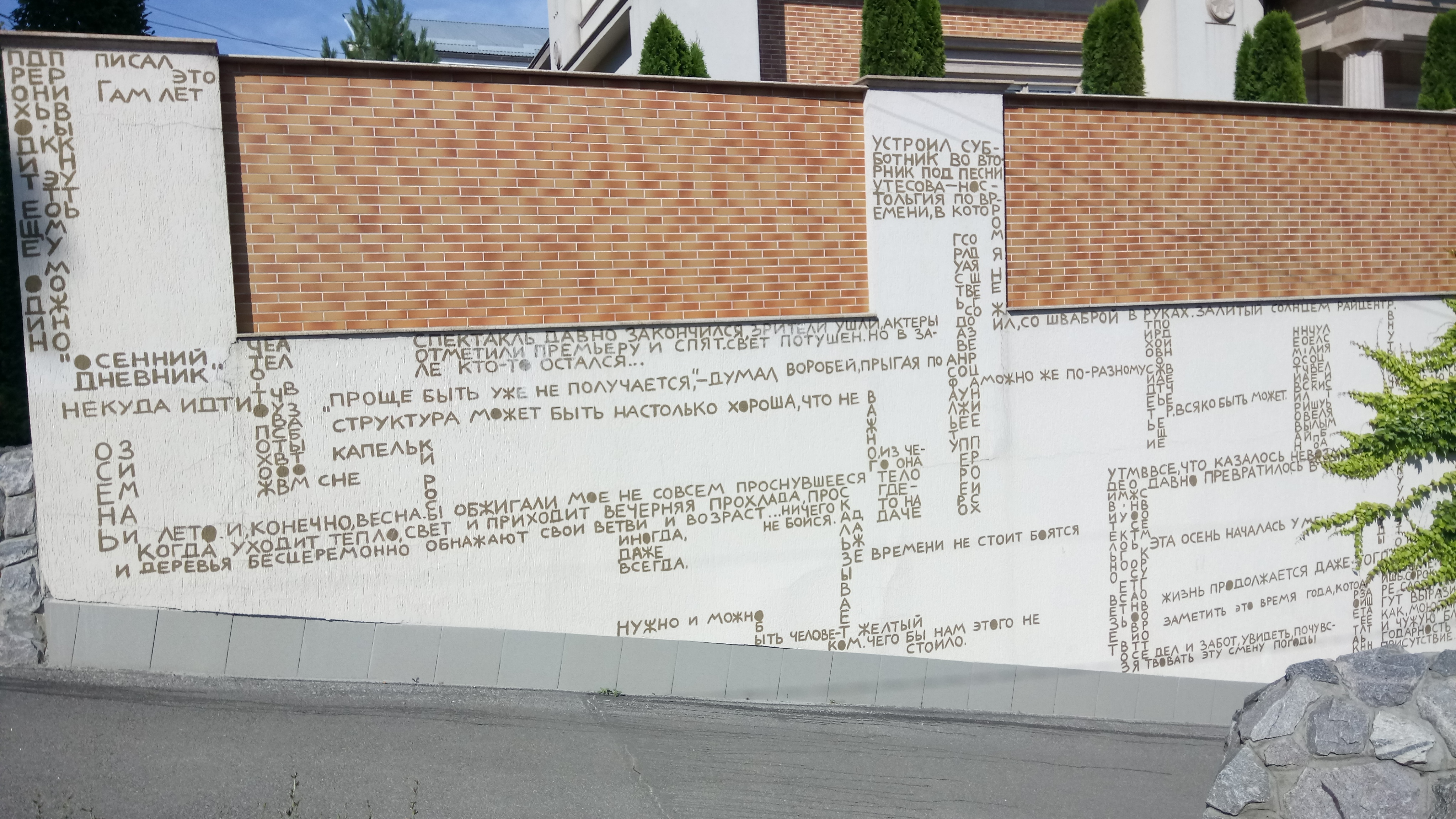

## Vida
Zynkovskyi nasceu em Kharkiv.